# ZB vz. 26
Lehký kulomet Zbrojovka Brno vz. 26, ZB vz. 26, ZB-26  — ручний кулемет, розроблений чеським конструктором-зброярем Вацлавом Холеком в 1924-1926 роках під німецький патрон 7,92×57 мм, в 1926 році прийнятий на озброєння армії Чехословаччини і поставлявся на експорт в 24 країни світу.

## Історія
У 1921 році Чехословацька армія почала пошук нового ручного кулемета, покликаного замінити колекцію застарілих іноземних зразків, що дісталися країні після розвалу Австро-Угорської імперії і кінця Першої світової війни. Серед низки іноземних зразків, представлених на конкурс в 1923 році, виділявся ручний кулемет Praha II, створений на збройовому заводі Ceska Zbrojovka Praha братами Холек. У наступному році брати Холек переробили свій ручний кулемет з стрічкового постачання на магазинне, і варіант, який вийшов, був вибраний Армією Чехословаччини як новий штатний зразок.

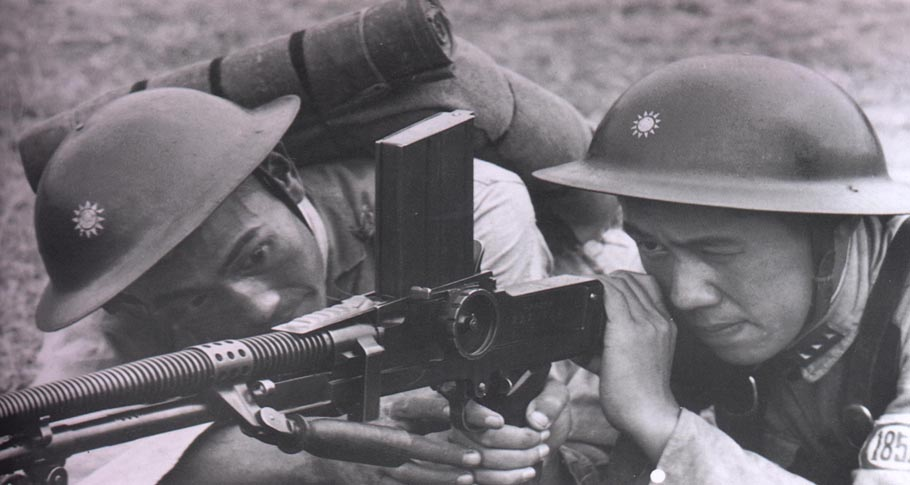
Бійці Національно-революційної армії стріляють із ZB-26, 1942 рік

У силу обмежених виробничих потужностей збройового заводу в Празі було вирішено передати виробництво нового кулемета, що отримав офіційне позначення LehkyKulomet Vzor 26, або коротко LK Vz.26, на збройовий завод в місті Брно (Zbrojovka Brno або коротко ZB). Кулемет виявився виключно вдалим, і за період з 1926 по 1939 рік завод в Брно випустив не менше 120 000 кулеметів ZB26 (комерційне позначення) і його подальшого варіанту — ZB30. У ході німецької окупації Чехословаччини виробництво цього кулемета тривало для потреб Німеччини під індексом MG 26(т). У міжвоєнний і воєнний період ці кулемети перебували на озброєнні армій більш ніж 20 європейських, азійських і південноафриканських країн, а модифікації цього кулемета під англійський патрон .303 (кулемети Брен) перебували на озброєнні армій Великої Британії та країн Британської співдружності до початку 1980-х років.

## Механізм
Ручний кулемет ZB-26 — це автоматична зброя з повітряним охолодженням швидкозмінного ствола. Автоматика кулемета газовідвідна, з довгим ходом газового поршня, який розташований під стволом. Замикання ствола здійснюється перекосом задньої частини затвора вгору. Приціл діоптричний, секторного типу. Живлення патронами здійснюється з приставного зверху коробчатого магазина місткістю 20 або 30 патронів, викид стріляних гільз здійснюється вниз. Кулемет допускав ведення одиночного і автоматичного вогню, перемикач режимів вогню розташований зліва над пістолетною рукояткою. Кулемет штатно комплектувався складною двоногою сошкою, що кріпиться до газового циліндра, потиличник прикладу мав пружинний буфер для зменшення відчуття стрільцем віддачі. Крім того, кулемет міг встановлюватися на спеціальні верстати-триноги, що дозволяли вести вогонь як по наземних, так і по повітряних цілях.

## Модифікації
| Модифікація                   | ZB vz.26 | ZB vz.30 | ZB vz.30J |
| ----------------------------- | -------- | -------- | --------- |
| Калібр, мм:                   | 7,92     | 7,92     | 7,92      |
| Довжина, мм                   | 1165     | 1180     | 1204      |
| Вага, кг                      | 8,84     | 9,10     | 9,58      |
| Магазин на                    | 20       | 20       | 20        |
| Темп стрільби, постр/хв       | 600      | 550-650  | 500-600   |
| Початкова швидкість кулі, м/с | 750      | 750      | 750       |

## Аксесуари
Разом з кулеметом ZB-26 на озброєння довоєнної армії Чехословаччини були прийняті:
- пристосування для прискорення заряджання магазинів;
- верстат для ведення вогню по повітряних цілях;
- сумка помічника кулеметника — для перенесення маслянки, приладдя для чищення зброї, запасних частин і приладдя до кулемета;
- підсумки для перенесення магазинів (дві підсумки на два магазини по 20 патронів) — таким чином, ношений боєкомплект кулеметного; розрахунку чехословацької армії становив 160 шт. патронів (80 шт. у кулеметника і 80 шт. у помічника кулеметника);
- металевий ящик для транспортування магазинів (на 10 магазинів).

У румунській армії для кулемета був прийнятий на озброєння металевий ящик для транспортування магазинів (на 12 магазинів)

## Оператори
- Чехословаччина — прийнятий на озброєння в 1926 році.
- Республіка Китай — в 1927 році для сил Гоміньдану почались закупки кулеметів під патрон 7,92×57 мм. В 1939 році, після окупації Чехословаччини німецькими військами, Китай налагодив своє виробництво цієї зброї. Також ZB-26 перебував на озброєнні Народно-визвольної армії Китаю.
- Маньчжоу-го — після створення держави в 1932 році, їй було передана деяка кількість кулеметів.
- Болівія — деяка кількість ZB-26 було закуплено для болівійської армії, в 1932—1935 роках вони використовувалися в ході війни в Чако.[3]
- Румунія — в 1930 році на озброєння армії був прийнятий новий зразок ZB vz. 30.
- Велика Британія — модифікація ZGB-33 зразка 1933 року (під англійський гвинтівочний-кулеметний патрон 7,71х56 мм) була прийнята на озброєння і з 1937 року — випускалася під назвою Брен. У 1950-ті роки у Великій Британії були розроблені нові модифікації кулемета Брен під штатний гвинтівочний-кулеметний патрон 7,62×51 мм НАТО. Ці кулемети мали «прямолінійний» магазин, взаємозамінний з гвинтівкою L1A1.
- Австралія — вироблялась модифікація — Bren
- Канада — вироблялась модифікація — Bren
- Індія — вироблялась модифікація — Bren
- Іран — в 1930-ті роки були закуплені кулемети ZB vz.30.
- Третій Рейх — після окупації Чехословаччини нацистською Німеччиною в березні 1939 року, 62 000 кулеметів ZB-26 і ZB-30 були прийняті на озброєння вермахту під індексами MG.26 (т) і MG.30 (т)[4], їх виробництво тривало до 1940 року. Кулемети MG.26 (т) і MG.30 (т) використовувалися в основному для озброєння окупаційних, навчальних, охоронних і поліцейських частин, а також формуваннями Ваффен-СС. Після окупації Югославії в 1941 році, трофейні кулемети ZB-26 югославської армії були прийняті на озброєння під найменуванням MG.26 (J). Восени 1944 року деяка кількість було передано на озброєння загонів фольксштурма.
- Югославія — в 1928 році в Чехословаччині були замовлені перші кулемети, на початку 1930-х на озброєння була прийнята модифікація ZB vz.30J (під найменуванням «Пушкомітраљез 7,9mm модел 1926»)[5], а в 1936 році на збройовому заводі в місті Крагуєвац почалося ліцензійне виробництво кулемета під найменуванням M.1937.[6]
- Друга Іспанська республіка — після початку в 1936 році війни в Іспанії, 2 тис. кулеметів ZB-26/30 були закуплені урядом Іспанської республіки.
- Литва — прийняті на озброєння литовської армії, в серпні 1940 року були передані на озброєння в 29-й територіальний стрілецький корпус РККА.
- Польща — після окупації Польщею Тешинськой області Чехословаччини в жовтні 1938 року, деяка кількість кулеметів чехословацької армії опинилася у розпорядженні Польщі.
- Швеція — прийняті на озброєння під найменуванням Kulsprutegevär m/39.
- Словаччина — після проголошення незалежної «держави Словаччина» 14 березня 1939 року, на озброєння словацької армії надійшла зброя підрозділів армії Чехословаччини. Після початку Словацького повстання в серпні 1944 року, німці почали роззброєння словацької армії, зброя якої надійшло на озброєння вермахту.
- Болгарія — в 1939 році деяка кількість ZB.39 надійшло на озброєння під найменуванням Лека картечніци Брен обр. 1939 г.
- Франкістська Іспанія — в ході війни в 1936—1939 роках використовувалася деяка кількість трофейних кулеметів (поставлених для уряду Іспанської республіки), надалі вони вироблялися під найменуванням FAO (Fusil Automático Oviedo).
- Афганістан
- Біафра
- КНР
- Еквадор
- Ізраїль
- Радянський Союз (партизани)
- Туреччина
- Малайзія
- Північний В'єтнам
- Японська імперія